# North Shore (Auckland)
North Shore è un'area della regione di Auckland, in Nuova Zelanda.
Fino al 2010 aveva lo status di città ed era nota come North Shore City, e da allora è sotto l'autorità del consiglio cittadino di Auckland, della quale costituisce una frazione.

## Geografia fisica
North Shore confina a nord col Distretto di Rodney, a sud col Waitemata Harbour e col Golfo di Hauraki a est.
Due ponti la collegano all'abitato di Auckland e alla città di Waitakere, ad ovest.

## Economia
A North Shore sono registrate oltre 22.000 attività economiche, che contribuiscono per circa il 6% dell'intero prodotto interno lordo neozelandese. La crescita economica viaggia ad un ritmo decisamente superiore a quello medio della Nuova Zelanda (quasi il 30% fra il 1998 e il 2002).
Negli ultimi 5 anni la crescita si è concentrata nel sobborgo di Albany, un tempo una zona rurale e oggi il centro commerciale di North Shore. Gli investimenti sono stati massicci, con la conversione di grandi estensioni di terreni agricoli in abitazioni a costi contenuti, che hanno attratto numerosi abitanti da tutta la nazione.
Tutto ciò ha causato un enorme problema di traffico, non tanto per quanto riguarda North Shore, ma i suoi collegamenti con le altre città che formano l'agglomerato urbano di Auckland; in molti prevedono che, con gli attuali ritmi di crescita, questo problema sia praticamente impossibile da risolvere.

## Società

### Demografia
Secondo il censimento generale del 2006, il più recente in cui esisteva ancora come comune autonomo, North Shore contava 205605 abitanti (99888 maschi, 105717 femmine); di essi, 12519 erano maori (6% della popolazione totale cittadina, 2,2% della popolazione māori del Paese).
L'età media era 35,9 anni.
Il 40,8% dei residenti di North Shore risultavano nati all'estero, quasi il doppio della media nazionale dell'epoca, il 22,9%.
Tra i nati all'estero, il Paese di provenienza più diffuso era il Regno Unito.
Il reddito medio della popolazione attiva era di 29100 NZD (media nazionale 24400 NZD).